# Allopetalia pustulosa
Allopetalia pustulosa – gatunek ważki z rodziny żagnicowatych (Aeshnidae). Występuje w górach północno-zachodniej części Ameryki Południowej – od zachodniej Wenezueli przez Kolumbię i Ekwador po północno-zachodnie Peru.